# PAW Patrol: Phim siêu đẳng
PAW Patrol: Phim siêu đẳng (tên tiếng Anh: PAW Patrol: The Mighty Movie) là bộ phim hoạt hình siêu anh hùng hài hước của Canada dựa trên bộ phim truyền hình nổi tiếng PAW Patrol: Đội chó cứu hộ siêu đẳng được sáng lập bởi Keith Chapman. Đây là phần phim hậu truyện của PAW Patrol: Phim đội đặc nhiệm siêu đẳng (2021), được đạo diễn bởi Cal Brunker, đồng biên kịch với Bob Barlen chấp bút dựa trên cốt truyện của Brunker, Barlen và Shane Morris. Phim sẽ có sự tham gia lồng tiếng của dàn diễn viên từ bản truyền hình bao gồm  Christian Corrao (lồng tiếng cho Marshall), Luxton Handspiker (lồng tiếng cho Rubble), Callum Shoniker (lồng tiếng cho Rocky), and Ron Pardo (lồng tiếng cho both Cap'n Turbot và Thị trưởng Humdinger). Ngoài ra, phim còn có sự tham gia của dàn diễn viên mới bao gồm Mckenna Grace (lồng tiếng cho Skye), Taraji P. Henson, Marsai Martin, Christian Convery (lồng tiếng cho Chase), Kim Kardashian, Chris Rock, Lil Rel Howery, Serena Williams, North West, Saint West, James Marsden, Kristen Bel và Finn Lee-Epp trong vai Ryder, đây cũng là vai lồng tiếng đầu tiên của anh. Phim sẽ là hành trình theo chân những chú cún con của Đội cứu hộ PAW Patrol vô tình có được siêu năng lực từ những viên pha lê của chúng và cả bọn cùng nhau hợp sức để ngăn chặn Thị trưởng Humdinger và đồng bọn với của hắn là Nhà khoa học điên Victoria Vance tàn phá Thành phố Phiêu lưu.
Bộ phim sẽ do Spin Master Entertainment sản xuất và được phân phối ở thị trường Canada bởi Elevation Pictures, trong khi Paramount Pictures (dưới nhãn hiệu là Nickelodeon Movies) sẽ đảm nhận việc phân phối tại thị trường quốc tế. Đây là phần phim thứ hai được sản xuất dưới nhãn hiệu Spin Master Entertainment. Kế hoạch về phần hậu truyện này được bắt đầu vào tháng 8 năm 2021 khi Brunker chia sẻ rằng anh rất thích thú trước việc để làm một phần hậu truyện sau sự thành công của phần đầu tiên. Dự chán chính thức được bật đèn xanh bởi Spin Master vào tháng 11 năm 2021 với kế hoạch sẽ ra mắt vào ngày 13 tháng 10, 2023 trước khi bị dời ngày công chiếu sang tháng 9 năm 2023 với việc Brunker sẽ trở lại vị trí chỉ đạo bộ phim.

## Hậu truyện
Vào ngày 26 tháng 9, 2023, Spin Master đã thông báo rằng phần phim thứ ba đang được phát triển và dự kiến sẽ công chiếu vào năm 2026.